# ミラクルアルファ
ミラクルアルファ (MIRACLE-ALPHA) は、森永製菓が展開していた炭酸飲料ブランド。透明なホワイトコーラとカラメル色のアンバースパークがあった。

## ホワイトコーラ
キャッチコピーは「ミラクルシャワーのクリアな衝撃」。日本で発売されたものの中では最初の透明なコーラ飲料であった。
1984年の発売当時は透明なコーラは日本で発売されておらず、画期的な商品（飲料）であったものの、わずか1年で生産中止となった。
CMには真田広之、劇団東京乾電池（ベンガル、綾田俊樹）が出演していた。